# Heinrich Steiner (director d'orquestra)
Heinrich Steiner   (Öhringen, 27 de novembre de 1903 - Flensburg, 13 d'octubre de 1982) fou un director d'orquestra i pianista alemany.
Entre 1922 i 1928 va estudiar a l'Escola Superior de Música de Berlín amb Egon Petri i Leonid Kreutzer (piano), Julius Prüwer (direcció), Paul Juon i Paul Hoeffer (composició). Fins al 1932 va actuar principalment com a pianista, incloent-hi com a part del conjunt familiar juntament amb el quartet de corda dels germans Steiner (violinistes Karl i Willie Steiner, el violista Fritz Steiner, el violoncel·lista Adolf Steiner),també va actuar com a solista i director d'orquestra.
Entre 1932 i 1934, va treballar a la ràdio de Berlín amb un descans de 1935 a 1936, quan era el director musical del teatre de la ciutat de Wurzburg. Va enregistrar amb l'Orquestra de la Ràdio de Berlín l'opereta de Johann Strauss II, Eine Nacht in Venedig (1938) i Don Pasquale de Gaetano Donizetti; aquests enregistraments van comptar amb cantants tan destacats com Erna Berger i Karl Schmitt-Walter. Com el pianista va gravar amb la mateixa orquestra de ràdio sota la direcció de Max Fiedler el 20è concert de Wolfgang Amadeus Mozart - aquest disc, conservat gairebé íntegrament (uns 2 minuts del final va morir), va ser prèviament atribuït a Lubka Kolessa. Des de 1939 a Oldenburg, va dirigir l'orquestra del teatre terrestre i l'acadèmia de cant.
Al final de la Segona Guerra Mundial, el 1947, va dirigir l'Orquestra Filharmònica del Nord-oest d'Alemanya, creada a Bad Pyrmont per músics de les antigues orquestres alemanyes Praga i Linz. Després, entre 1950 i 1974, el director general de música de Flensburg. Amb l'Orquestra Simfònica de Flengsburg de la Marca Del Nord va enregistrar diverses obres d'Edward Grieg, Johan Svensen, Franz von Suppe, Alexander Glazunov.
És autor de diverses composicions per a piano i orquestrals.